# Hadong
Der Landkreis Hadong (kor.: 하동군, Hadong-gun) befindet sich in der Provinz Gyeongsangnam-do. Der Verwaltungssitz befindet sich in der Stadt Hadong-eup. Der Landkreis hatte eine Fläche von 675 km² und eine Bevölkerung von 47.099 Einwohnern im Jahr 2019.
Der Landkreis Hadong wurde Dasachon (Ort mit viel Sand) genannt, als sie Teil des Staates Jin war. Später wurde er Teil von Nangnoguk, einem von 12 Staaten der Byeonhan-Konföderation. Während der Zeit der drei Königreiche hieß er Handasa-gun und wurde 757 während der Regierungszeit von König Gyeongdeok in 'Hadong-gun' umbenannt.
Hadong gilt als ländliche Gegend. Während ein Großteil Koreas eine beispiellose Expansion in der industriellen Entwicklung erlebt hat, bleibt Hadong ein beliebtes Ziel für diejenigen, die dem Trubel des Stadtlebens entfliehen möchten. Aufgrund der mangelnder Aktivitäten im Industriesektor hatte die Regierung allerdings kaum einen Anreiz erhalten, die manchmal unzureichend vorhandene Straßeninfrastruktur auszubauen.
Hadong ist bekannt für seinen grünen Tee und veranstaltet im Mai und Juni ein jährliches Festival für grünen Tee. Hadongs Beliebtheit als Touristenziel nimmt jedes Jahr weiter zu, und die lokale Regierung spielt eine aktive Rolle bei der Gewinnung von Besuchern.

Lage des Landkreises in Südkorea